# Dźwigary powierzchniowe
Dźwigary powierzchniowe – podstawowe elementy powłokowych konstrukcji budowlanych oraz maszyn, urządzeń i pojazdów. Istnieją trzy typy takich dźwigarów:
- płyty
- tarcze
- powłoki

Wspólną cechą tych dźwigarów jest zazwyczaj niewielka ich grubość w porównaniu z pozostałymi dwoma wymiarami. Kształt dźwigara jest określony przez jego powierzchnię środkową, dzielącą grubość na połowy. Dla płyt i tarcz powierzchnia ta jest płaszczyzną. W przypadku powłoki powierzchnia może mieć różne kształty. I tak wyróżniamy powłoki kuliste, walcowe (rury, bębny), paraboliczne, hiperboliczne itp. Przyjmuje się, że obciążenia działają na powłoki prostopadle do ich powierzchni środkowych (płyty, powłoki) albo też w ich płaszczyźnie (tarcze).